# 和連
和連（呉音：われん、漢音：かれん、拼音：Hélián、生没年不詳）は、後漢末期の鮮卑族の大人（部族長）。
光和年間、先代の大人である父の檀石槐が没するとその跡を継いだが、才覚・力量は父に及ばなかった。性質は貪淫、裁きは不公平であり、配下の半数の離反を招いた。
霊帝の末年にしばしば侵略を働いたが、北地郡へ侵攻した時、弩の巧みな庶人から射撃され、即死した。子の騫曼は年少であったため、兄の子の魁頭が跡を継いだ。